# Николоси, Джозеф
Джозеф Николоси (англ. Joseph Nicolosi; 21 января 1947 — 8 марта 2017) — американский клинический психолог и сексолог, создатель и бывший президент Национальной ассоциации по исследованию и терапии гомосексуальности (NARTH), основатель и директор Клиники им. Святого Фомы Аквинского в Энсино (штат Калифорния). Доктор наук по психологии.
Был активным сторонником репаративной терапии — псевдонаучной практики по изменению сексуальной ориентации с гомосексуальной на гетеросексуальную.

## Репаративная терапия
Николоси продвигал репаративную терапию — псевдонаучные методы изменения сексуальной ориентации человека с гомосексуальной на гетеросексуальную. По данным медицинских организаций, репаративная терапия неэффективна и может нанести вред, а также не существует доказательств в пользу того, что сексуальная ориентация может быть изменена с её помощью.
Николоси посвятил своим взглядам на репаративную терапию три книги, включая работы «Репаративная терапия мужской гомосексуальности: новый клинический подход» (англ. Reparative Therapy of Male Homosexuality: A New Clinical Approach) и «Предотвращение гомосексуальности. Руководство для родителей» (англ. A Parent's Guide to Preventing Homosexuality).

## Критика
Профессор Лиза Даймонд заявила, что NARTH и соучредитель ассоциации Джозеф Николоси умышленно искажают её работы о флюидности сексуальной ориентации и используют их для продвижения репаративной терапии. Она сообщила, что, хотя её исследование и показало, что у некоторых женщин самоидентификация меняется с течением времени, эти изменения происходили не по желанию пациенток, и оно не может доказать эффективности репаративной терапии.'
Роберт Спитцер, отказавшись от результатов своего исследования, где ему якобы удалось обнаружить геев, изменивших свою ориентацию в ходе репаративной терапии, заявил, что он за 2 года набрал из NARTH и других организаций экс-геев всего 200 геев для своего исследования, потому что у Николоси было мало пациентов, которые могли бы заявить, что они изменились. 
В интервью Николоси со Стивеном Фраем последний сказал: «несмотря на все его разговоры об успехе, Николоси не может найти ни одного из своих экс-геев, который мог бы поговорить с нами» . 
В систематическом обзоре исследований на тему репаративной терапии статья Николоси, якобы показавшая эффективность терапии, была раскритикована за нерепрезентативную, крайне религиозную выборку, набранную из служений экс-геев и его же организации NARTH, недопредставленность женщин и этнических меньшинств в исследовании и использование ретроспективных самоотчётов в качестве источника информации - участники исследования должны были вспомнить о своей сексуальной ориентации до начала её изменения, которое начиналось в среднем 6,7 лет назад. 
Southern Poverty Law Center признал созданную Николоси Национальную ассоциацию по исследованию и терапии гомосексуальности антигомосексуальной группой ненависти и одним из основных источников антигомосексуальной мусорной науки, Американская Психиатрическая Ассоциация заявила, что позиции, которых придерживается NARTH, могут создать среду, в которой могут процветать предрассудки и дискриминация.

## Работы
- Nicolosi, Joseph (1991). Reparative Therapy of Male Homosexuality: A New Clinical Approach. Jason Aronson, Inc. ISBN 0-87668-545-9.
- Nicolosi, Joseph (1993). Healing Homosexuality: Case Stories of Reparative Therapy. Jason Aronson, Inc. ISBN 0-7657-0144-8.
- Nicolosi, Joseph; Byrd, A. Dean; Potts, Richard W. Retrospective self-reports of changes in homosexual orientation: A consumer survey of conversion therapy clients (англ.) : journal. — Psychological Reports, 2000. — June (vol. 86). — P. 1071—1088.
- Nicolosi, Joseph. A meta-analytic review of treatment of homosexuality. (англ.) : journal. — Psychological reports, 2002. Архивировано из оригинала 16 июля 2011 года.
- Nicolosi, Joseph & Nicolosi, Linda Ames (2002). A Parent’s Guide to Preventing Homosexuality. InterVarsity Press. ISBN 0-8308-2379-4.
- Nicolosi, Joseph. A critique of Bem's «exotic becomes erotic» theory of sexual orientation development. (англ.) : journal. — Psychological reports, 2002. Архивировано из оригинала 16 июля 2011 года.
- Nicolosi, Joseph. Clients' perceptions of how reorientation therapy and self-help can promote changes in sexual orientation. (англ.) : journal. — Psychological reports, 2008. Архивировано из оригинала 16 июля 2011 года.
- Nicolosi, Joseph (2009). Shame and Attachment Loss: The Practical Work of Reparative Therapy. InterVarsity Press

Издания на русском:
- Джозеф Николози, Линда Эймс Николози. Предотвращение гомосексуальности. Руководство для родителей = A Parent's Guide to Preventing Homosexuality. — М.: Класс, 2008. — 312 с. — ISBN 978-5-86375-152-8.